# Avenue Pierre-Brossolette
Pour les articles homonymes, voir Brossolette et Pierre-Brossolette.
L’avenue Pierre-Brossolette est une voie de communication de Malakoff et de Montrouge, constituant la limite entre ces deux communes du département français des Hauts-de-Seine. Elle suit le tracé de la route départementale 906, qui fait partie de la route nationale 306.

## Situation et accès

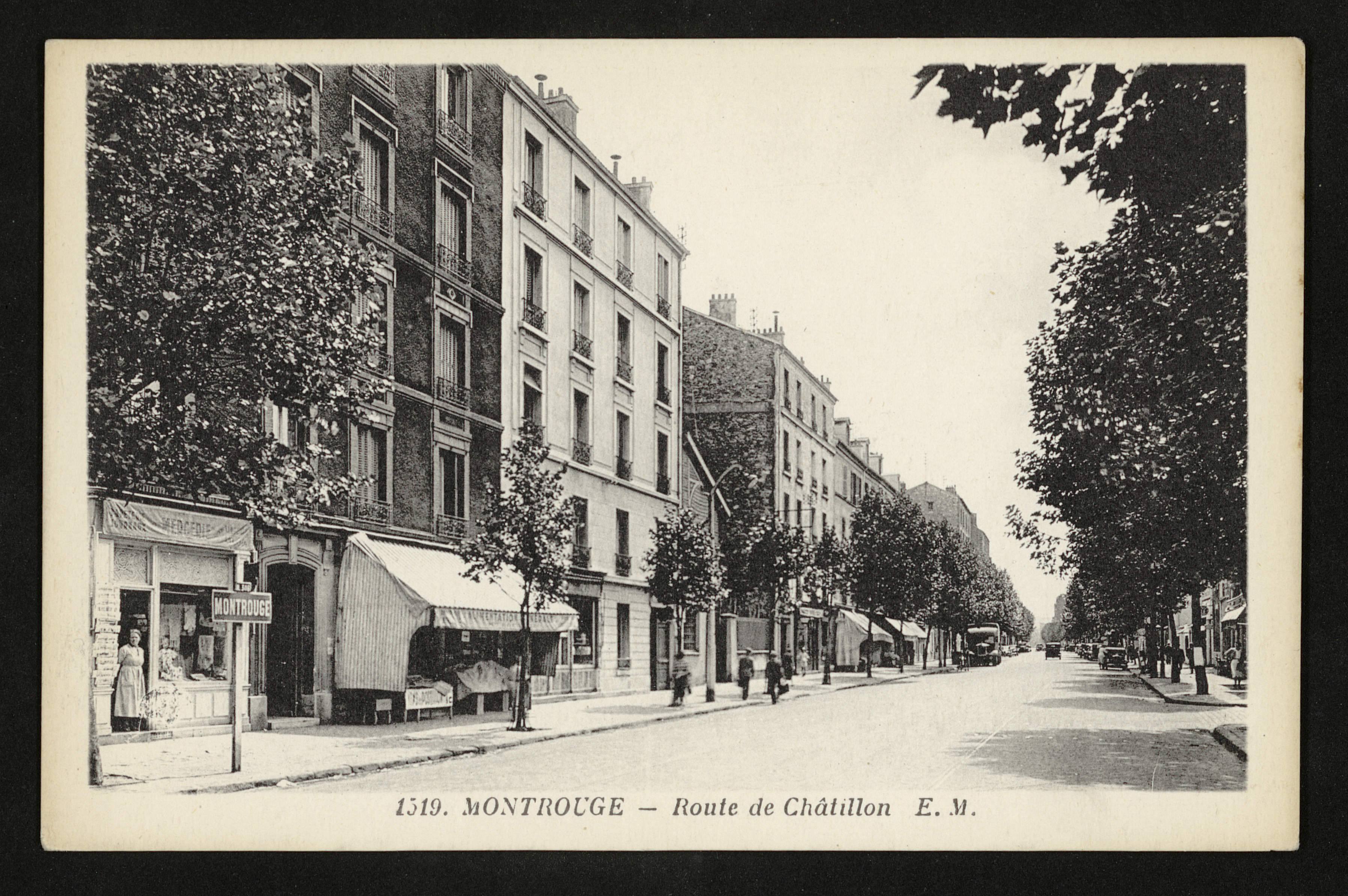
Carte postale - La route de Châtillon à Montrouge dans les années 1900.

Orientée du nord-est au sud-ouest, cette avenue traverse la route départementale 5-0, dénommée rue Gabriel-Péri à Montrouge (côté est ou impair) et boulevard Gabriel-Péri à Malakoff (côté ouest ou pair).
Après avoir marqué le début de l'avenue de la Marne puis passé le croisement de l'avenue Augustin-Dumont et de l'avenue Verdier, elle forme un carrefour avec l'avenue Marx-Dormoy — à cheval sur les territoires de Montrouge et de Bagneux — et la rue Marc-Séguin située à Malakoff. Elle s'engouffre ensuite sous le pont ferroviaire, laisse sur sa droite le boulevard Camélinat, qui suit la promenade départementale des Vallons-de-la-Bièvre et se termine à la limite de la commune de Châtillon dans l'axe de l'avenue de Paris, au droit du boulevard de Stalingrad.
Cette avenue est accessible par la station de métro Châtillon - Montrouge sur la ligne 13 du métro de Paris. Une nouvelle gare conçue pour accueillir également la future ligne 15 Sud du métro qui s'inscrit dans le projet Grand Paris Express a été mise en chantier en 2018. La mise en service de la ligne est prévue pour 2025.

## Origine du nom

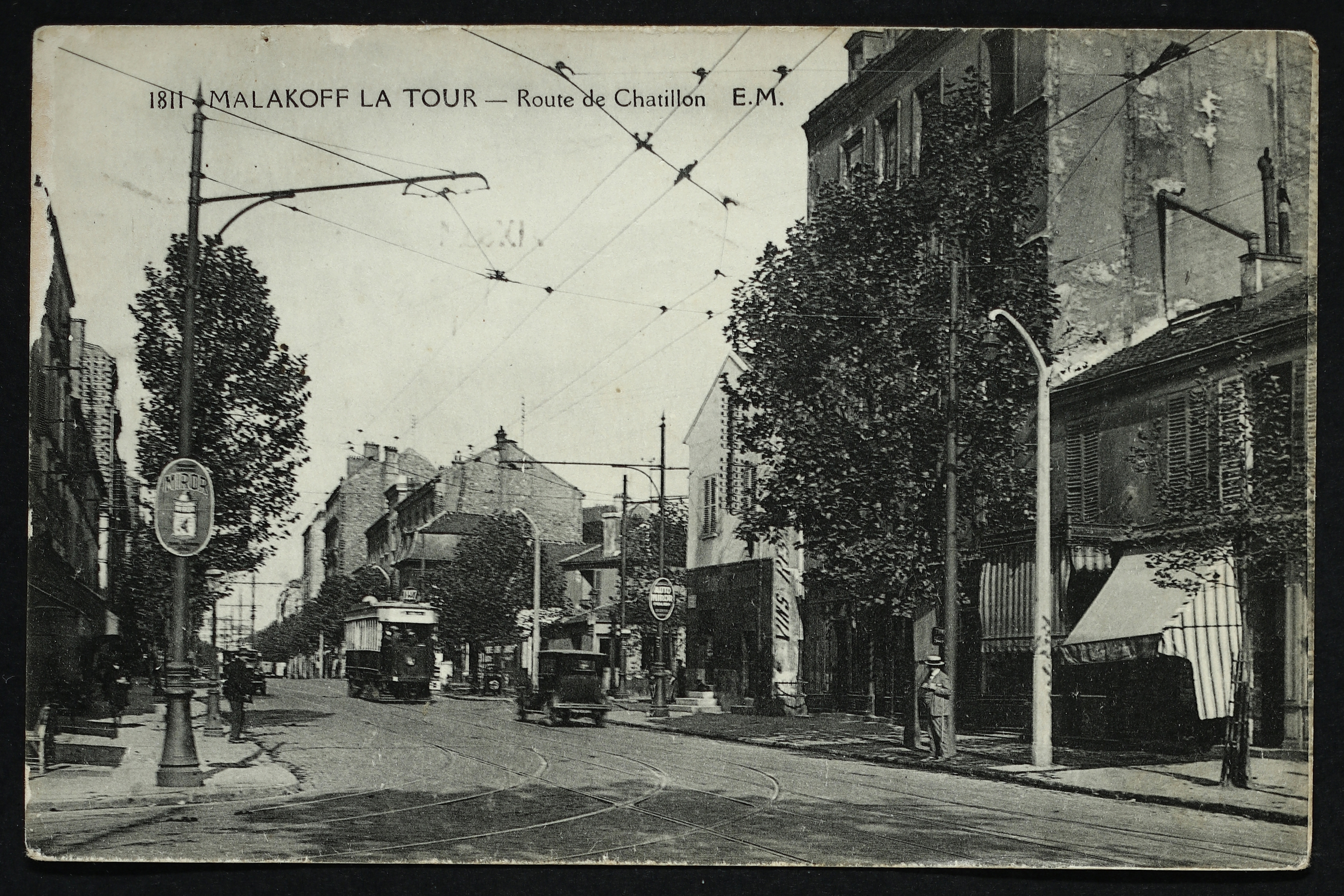
Malakoff - Route de Châtillon.

Le nom de cette voie de circulation, attribué en 1944, est un hommage rendu au journaliste, homme politique socialiste et résistant français Pierre Brossolette, abattu cette même année.

## Historique

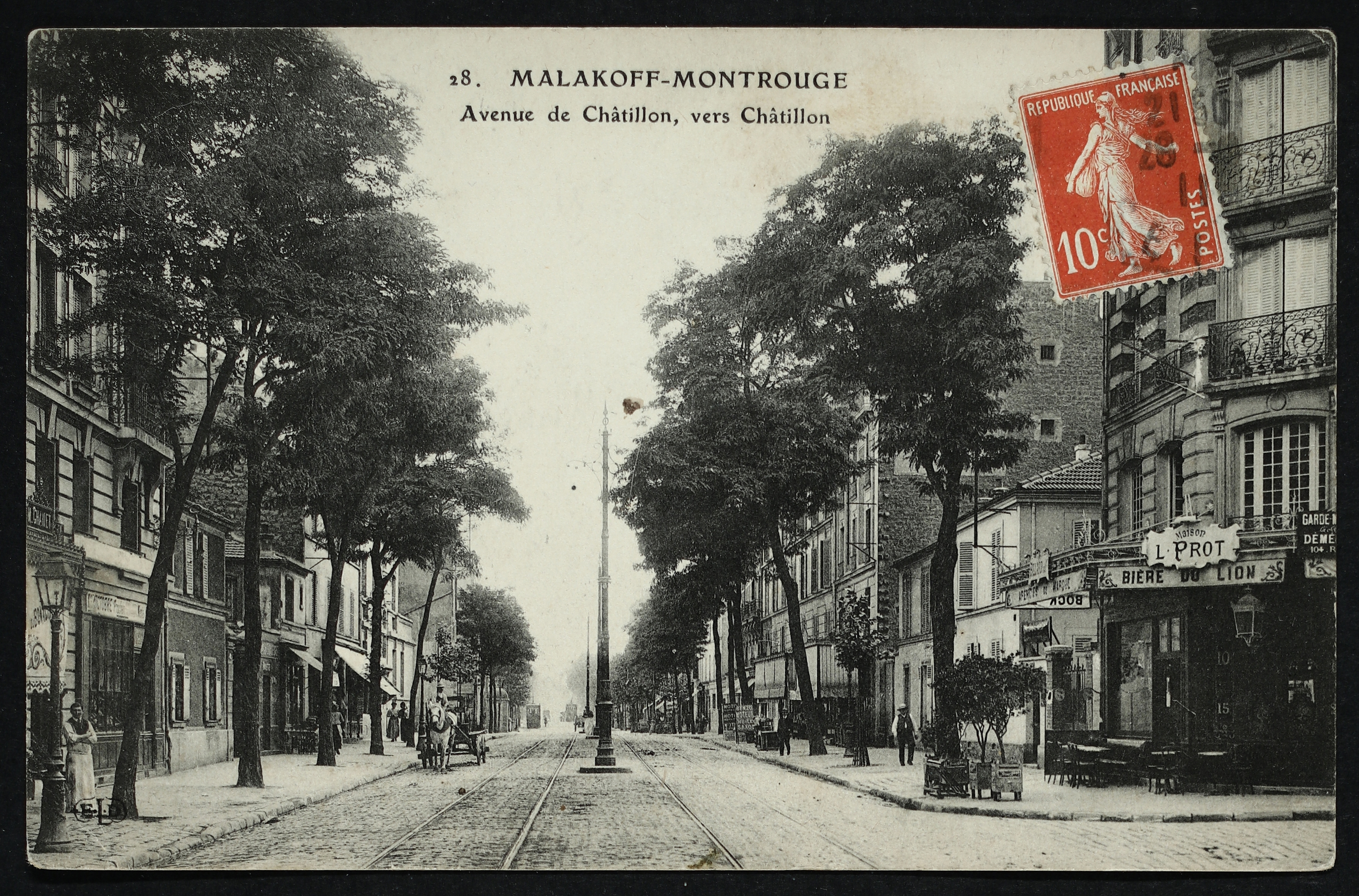
Avenue de Châtillon, vers Châtillon.

Cette voie de circulation s'appelait autrefois Grand chemin de Paris à Chevreuse, puis route de Châtillon.
Elle fait partie des voies de la banlieue parisienne pénétrant dans Paris, représentées en 1971 par Eustachy Kossakowski dans une série photographique intitulée 6 mètres avant Paris.

## Évènement
Le 8 janvier 2015, au lendemain de l'attentat contre Charlie Hebdo, la policière municipale Clarissa Jean-Philippe y est abattue par le terroriste Amedy Coulibaly, au niveau du n° 91.

## Bâtiments remarquables et lieux de mémoire
- Au no 12, dans ce qui était encore la route de Châtillon, Henri Désiré Landru était propriétaire d'un garage dans les années 1910. Cette partie de la route fut annexée à Paris en 1929[7].
- No 98 et no 105 avenue du 12 février 1934 : Maison des arts de Malakoff[8], établie depuis les années 1990[9] dans un ancien hôtel particulier de style néo-classique bâti entre cour et jardin dans la première moitié du XIXe siècle. Le bâtiment est protégé au titre de monument historique depuis 1980[10].
Dans le parc qui l'entoure, la Ville de Malakoff, propriétaire du lieu, a inauguré un petit verger urbain en 2017[11].
- Nos 95bis à 107 : ensemble immobilier tertiaire « Park Azur » (2012, Joël Gigou, Alain Prat et Philip Ridgway de l'agence aaPGR architectes), siège du Centre national des études nucléaires (CNEN), filiale d'Électricité de France (EDF). Construit à l'intention de l'actuel bailleur, cet ensemble de trois corps de bâtiments résolument contemporains et labellisés Bâtiment basse consommation et Haute qualité environnementale s'étend jusqu'à la rue Paul-Bert. Il est agencé autour d'un parc paysager d'un hectare, soit 60 % de la superficie du site dont l'aménagement a été confié aux paysagistes Philippe Raguin et Delphine Dufour. Les trois immeubles de bureaux, de quatre ou cinq étages sur rez-de-chaussée et deux niveaux de parkings en sous-sol totalisent une surface de plancher de 24,552 m2[12].
- Nos 109 à 115 : supprimés lors de l'aménagement de l'embranchement de l'avenue de la Marne.
- No 197 : le bas-relief intitulé Hercule terrassant le taureau de Némée est une œuvre du sculpteur Yves Helbert[13].

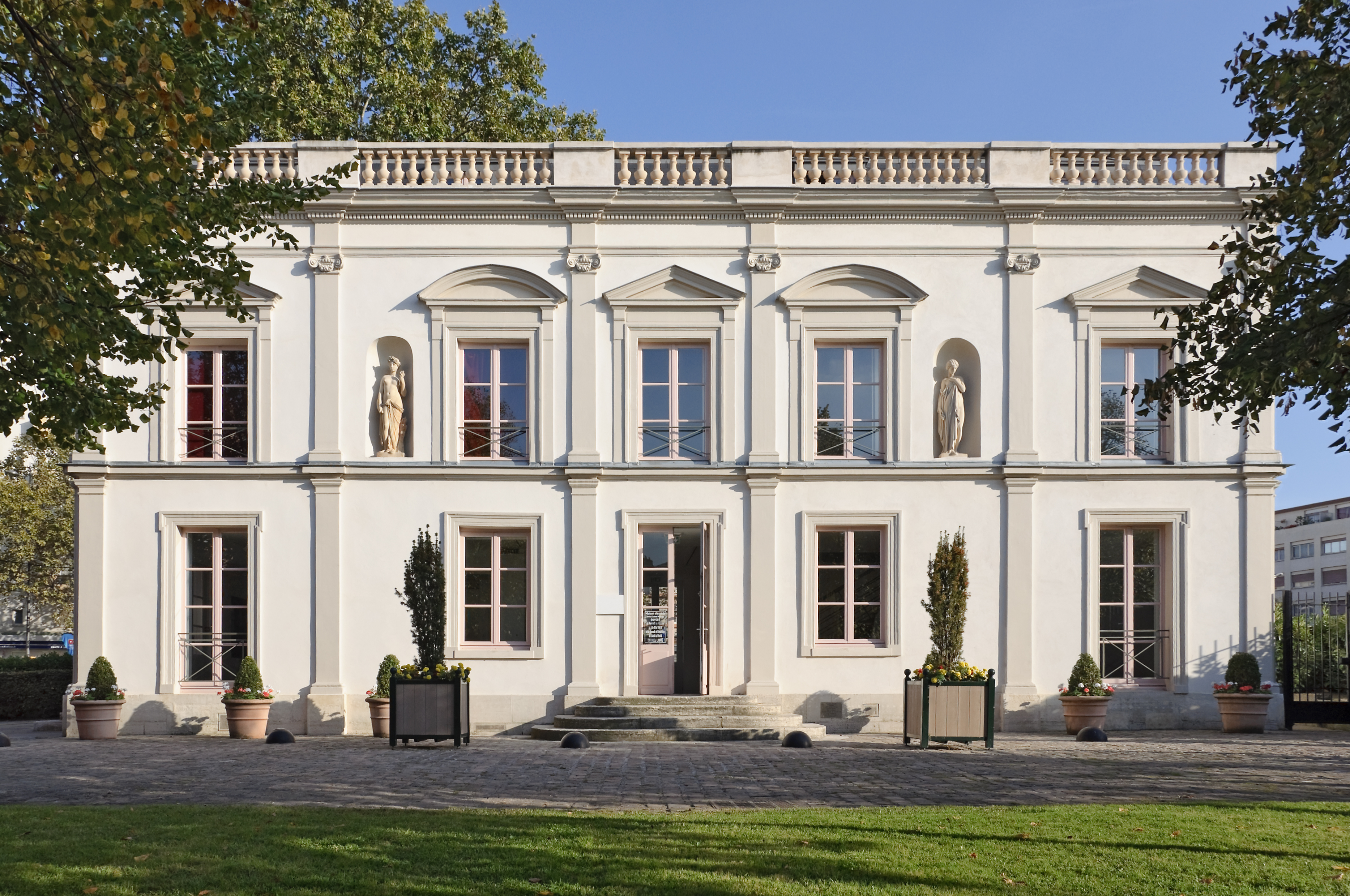
Maison des Arts de Malakoff.
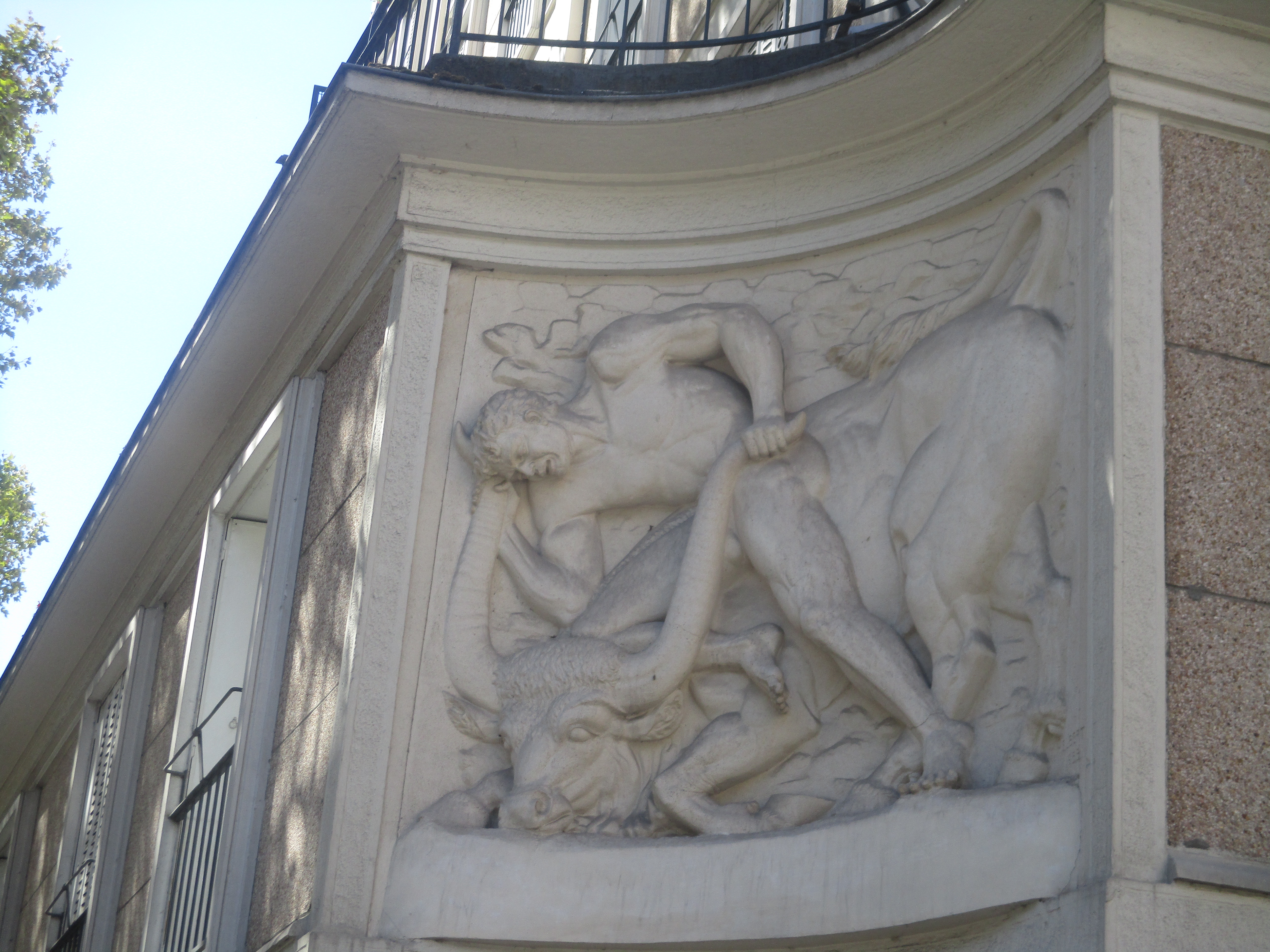
Au numéro 197, Hercule terrassant le taureau de Némée.